# کوه گاسان
کوه گاسان (به ژاپنی: 月山 Gassan) یکی از کوه‌های آتشفشانی در استان یاماگاتا در ژاپن است. نام این کوه در کتاب فهرست صد کوه معروف ژاپن، فهرست جدید صد کوه معروف ژاپن، فهرست صد کوه پرگل معروف ژاپن، فهرست جدید صد کوه پرگل معروف ژاپن آمده‌است. ارتفاع آن ۱۹۸۴ متر است.

## شرایط کوه گاسان
اگر از مسیری که برای بالا رفتن گفته می‌شود بالا بروید، پیاده‌روی طولانی در پیش خواهی داشت. معمولاً حدود «۴» الی «۵» ساعت برای پیاده‌روی زمان نیاز است. بازدیدکنندگان قبل از رفتن به این کوه آب و هوای این منطقه را چک می‌کنند؛ زیرا در زمان‌هایی که وزش باد یا بارش باران در این منطقه وجود دارد، شرایط بسیار سختی برای بالا رفتن از این کوه به وجود می‌آید.
مسیر مشخص شده آسفالت نمی‌باشد و در راه به موانعی همچون سنگ و… برخورد می‌کنید که می‌توانید با دست خود راه را برای خود هموار کنید.
به دلیل بارش شدید برف در زمستان، کوه و حرم برای دوره‌های طولانی از سال قابل دسترسی نیستند. با این وجود اسکی روی کوه از آوریل تا اواسط تابستان امکان‌پذیر است.

## نگارخانه

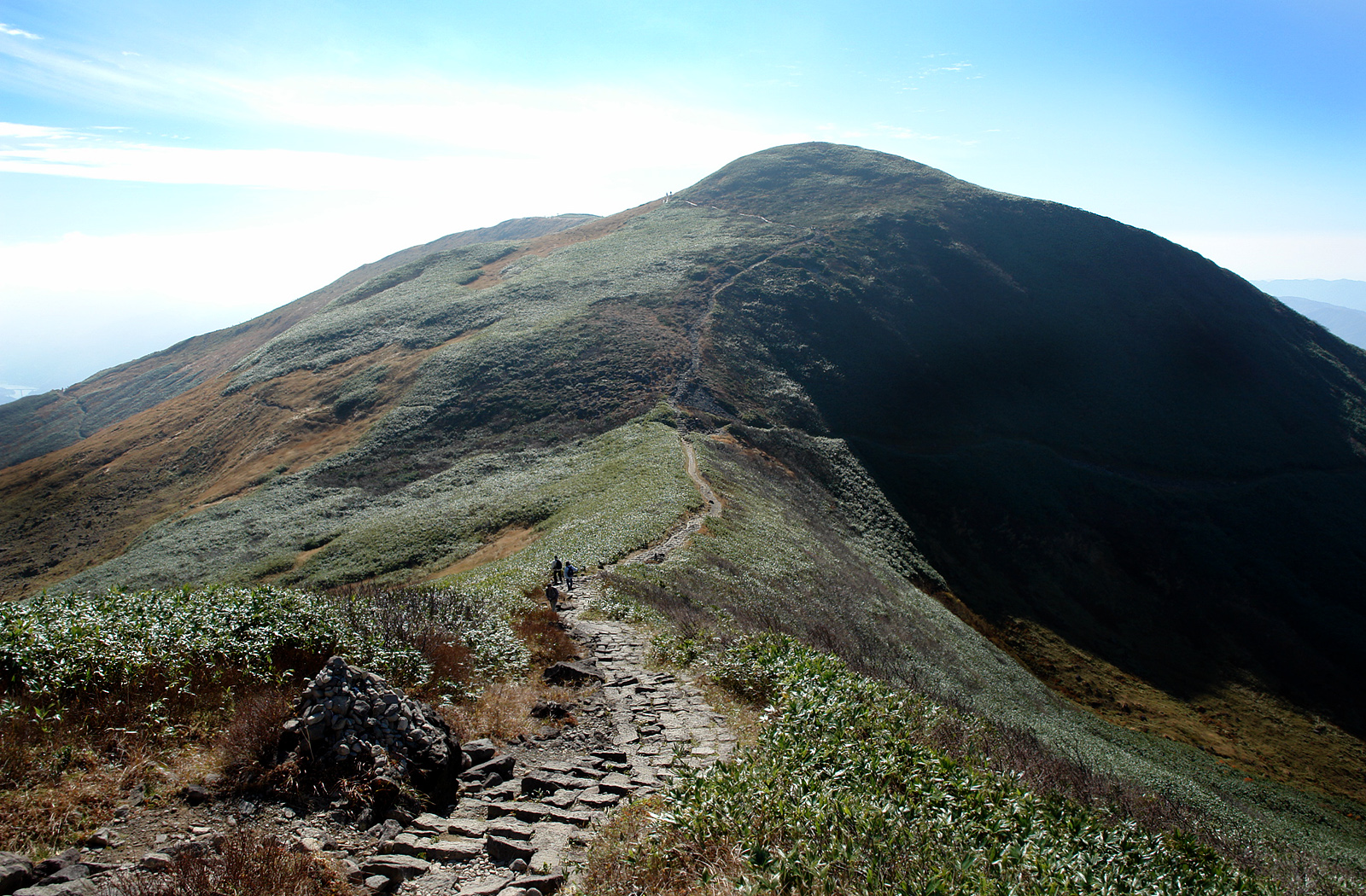
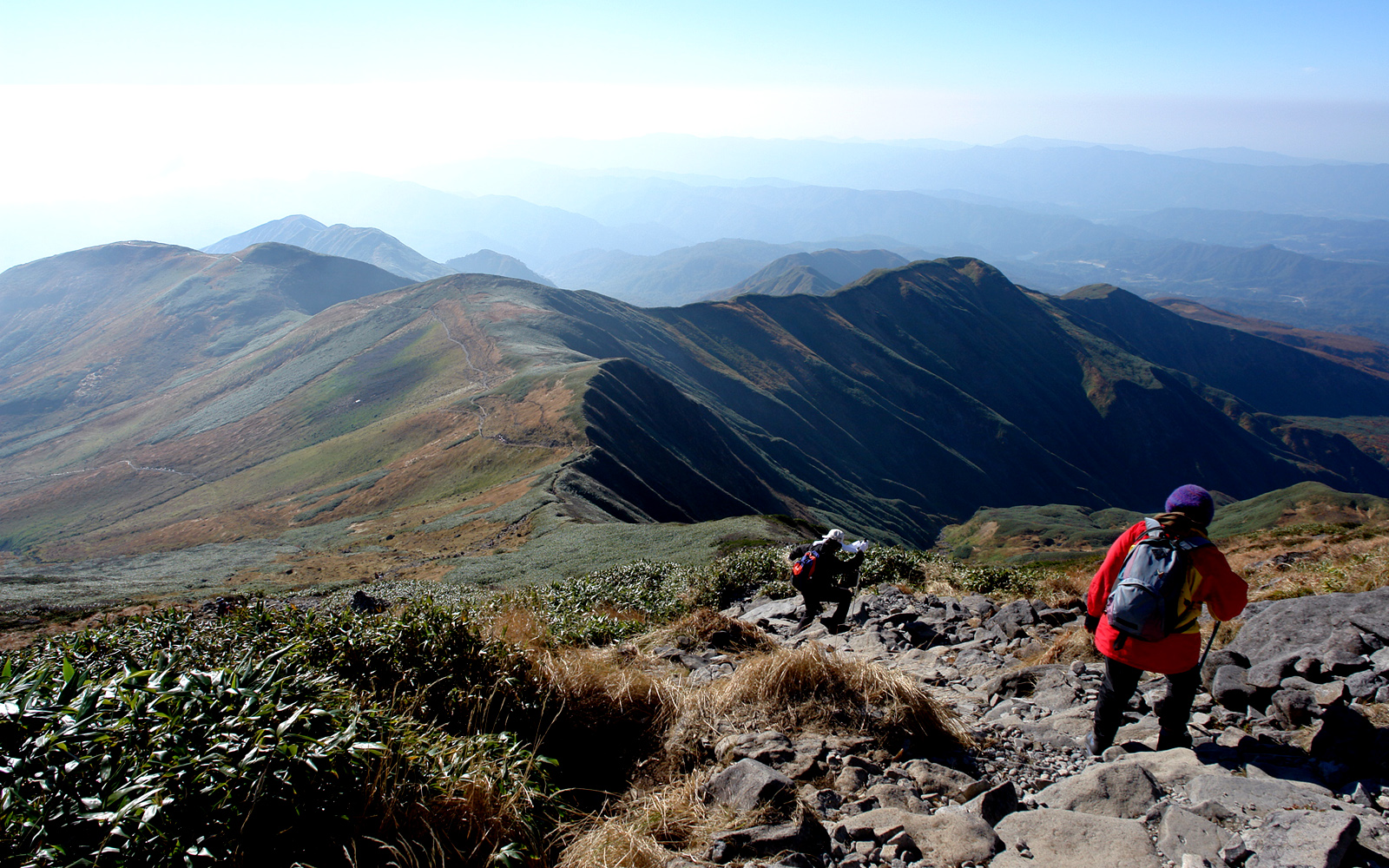
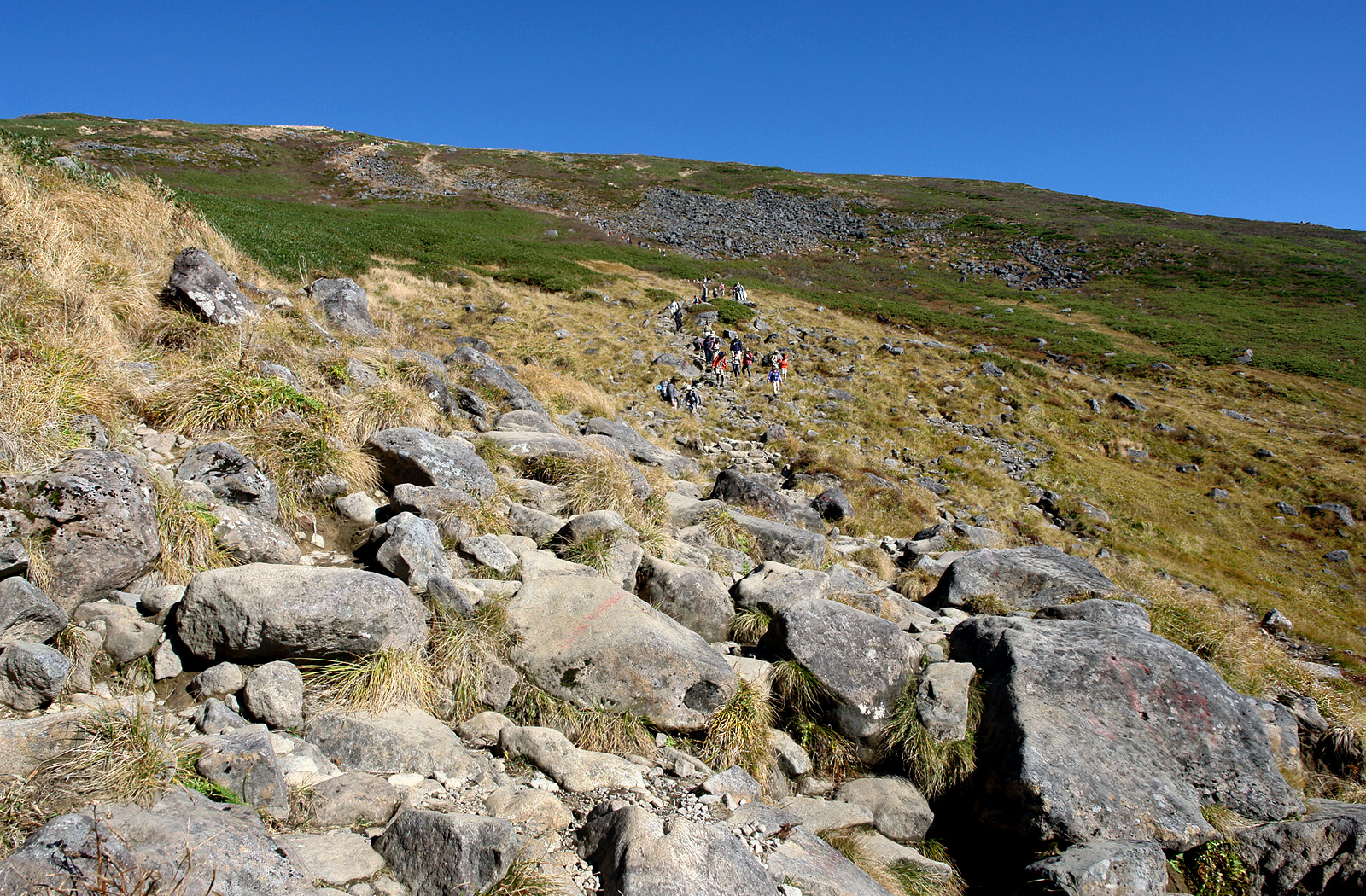
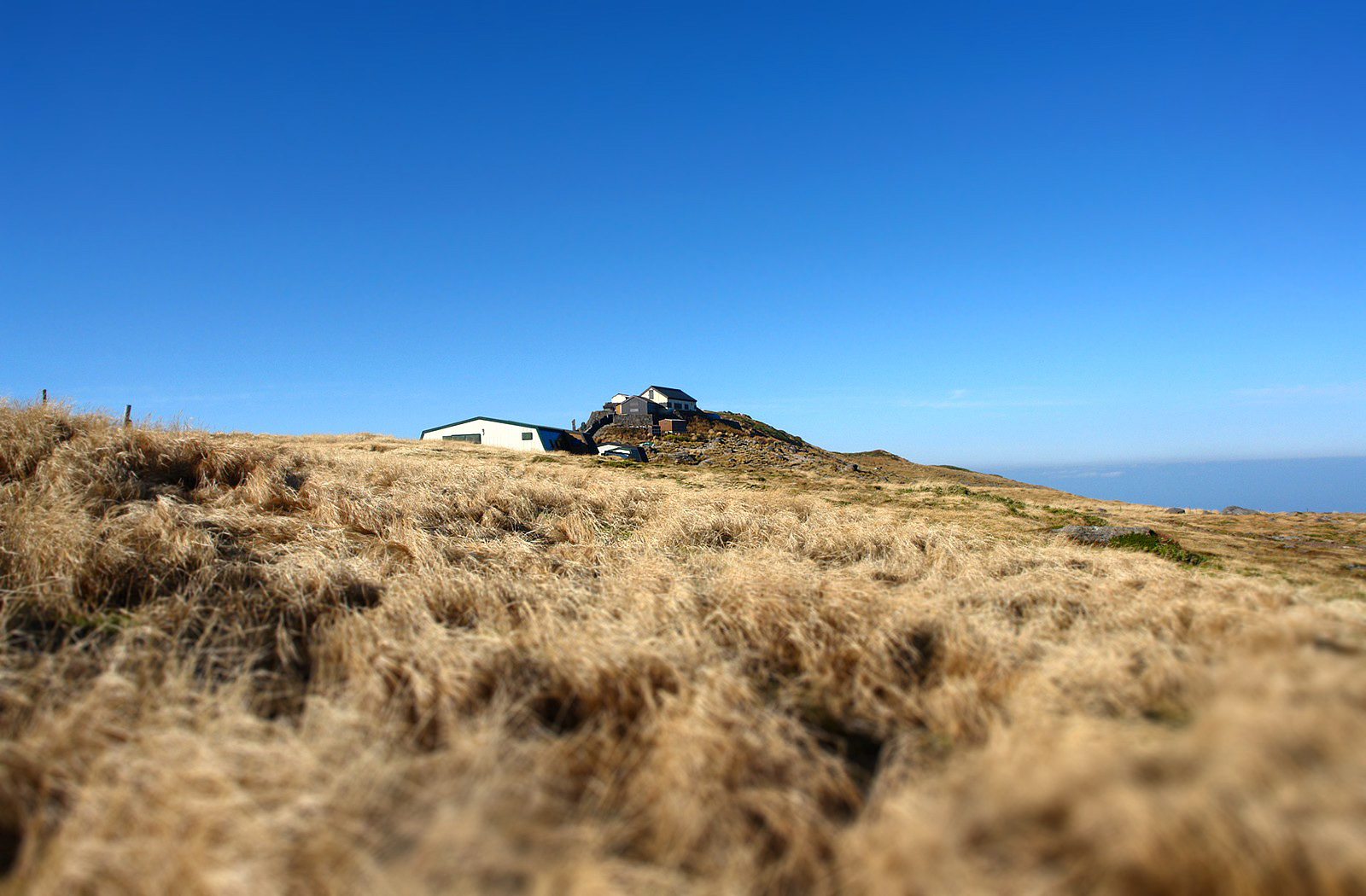
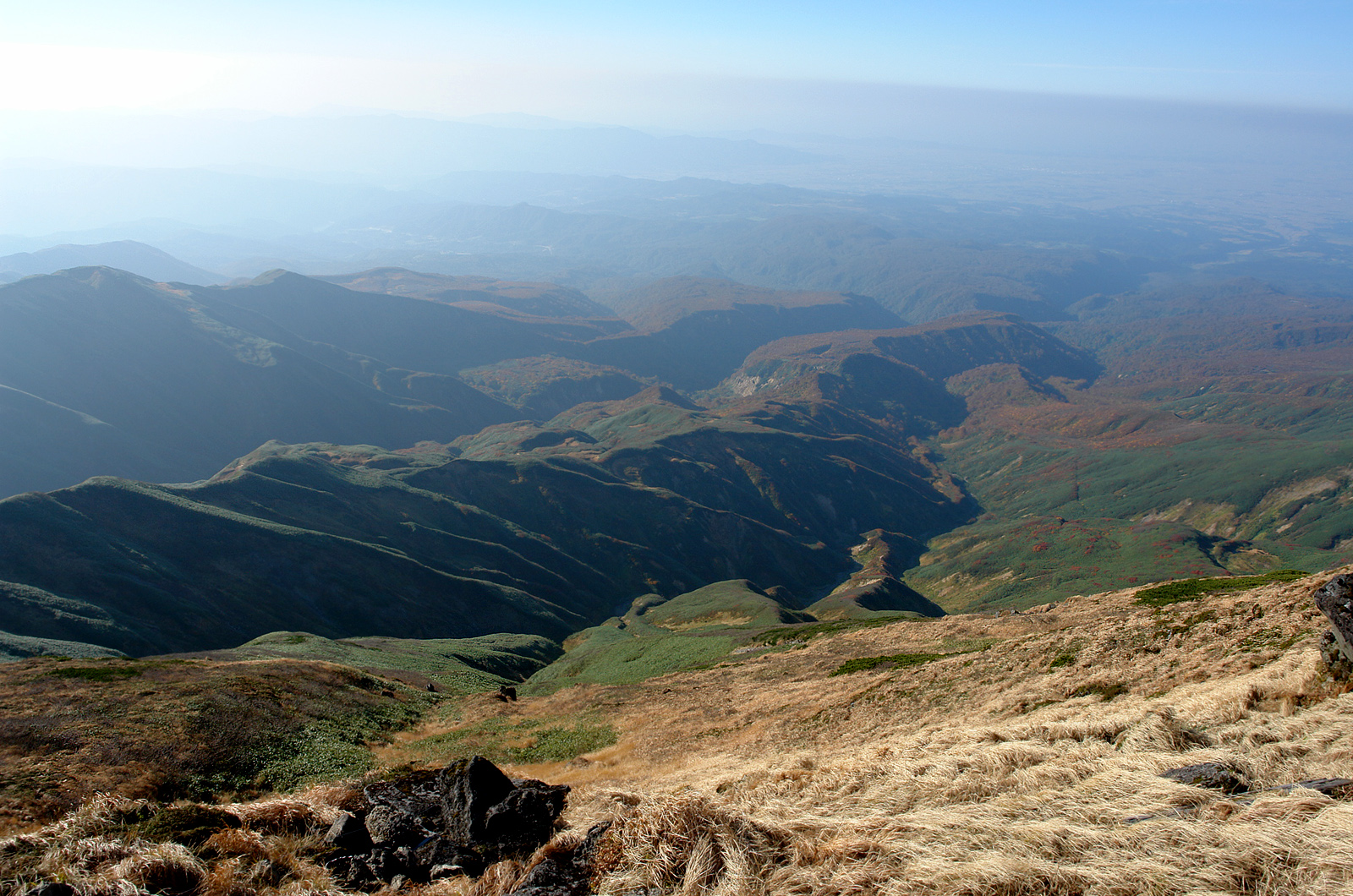
منظره اطراف از بالای قله
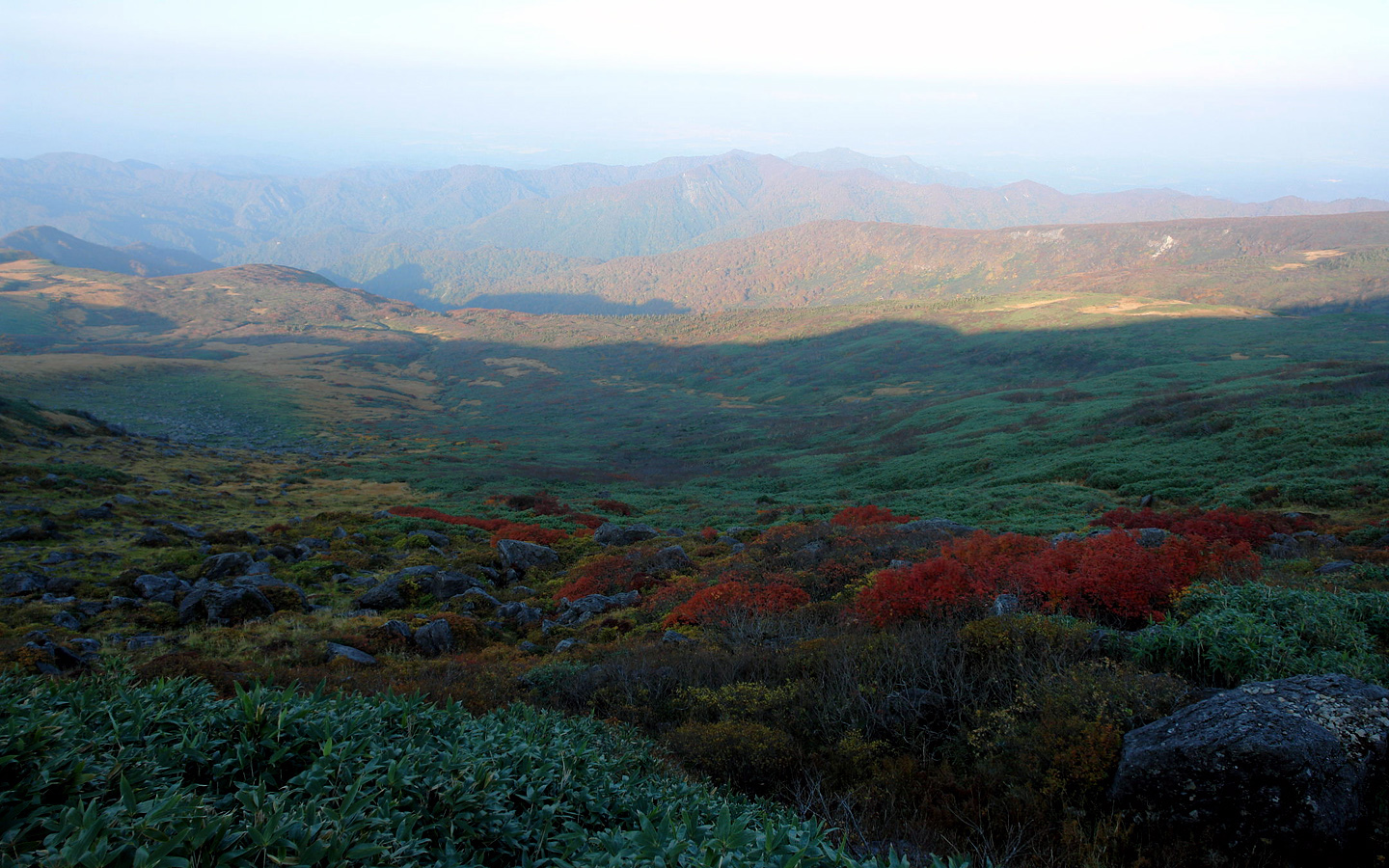
پائیز
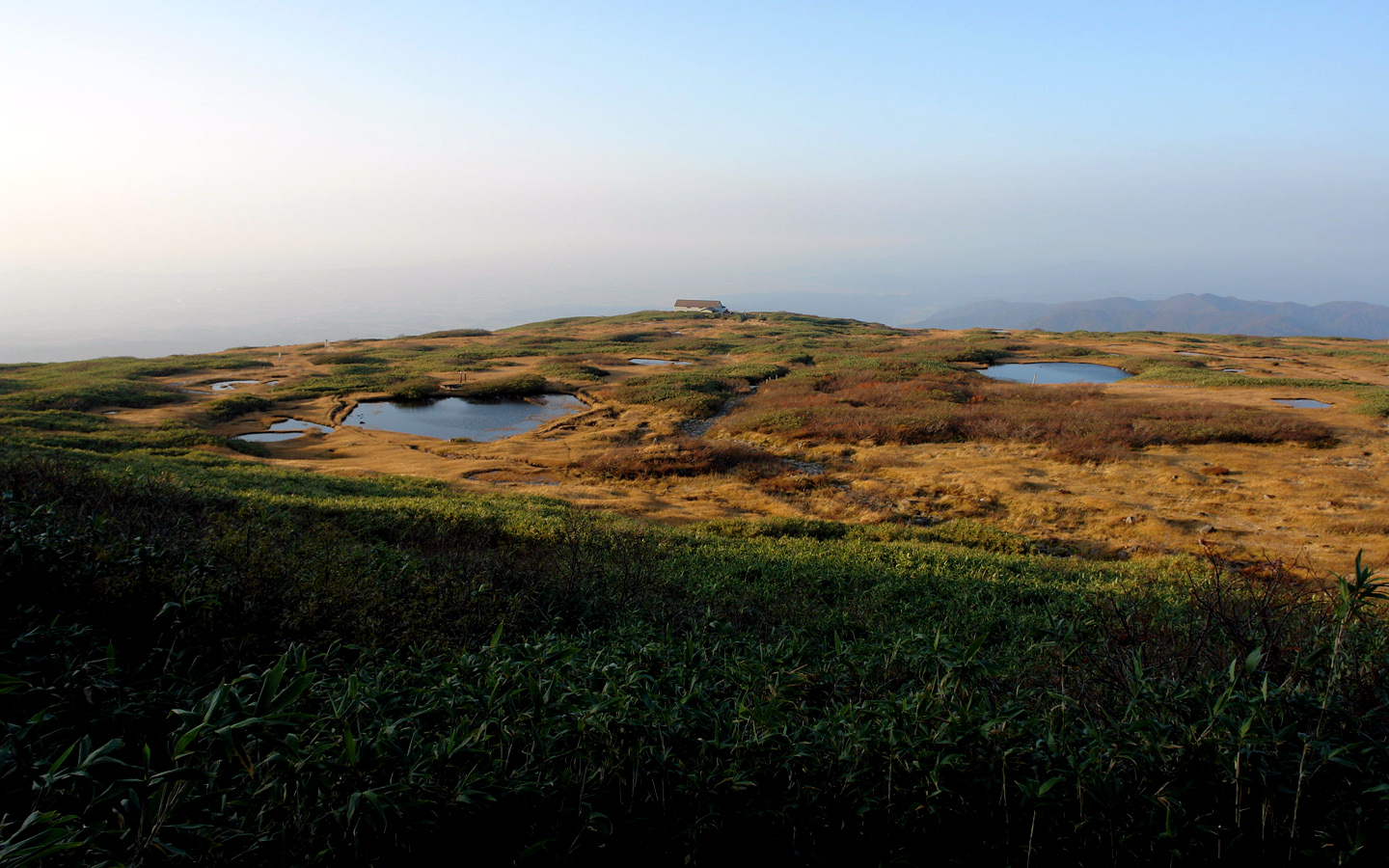
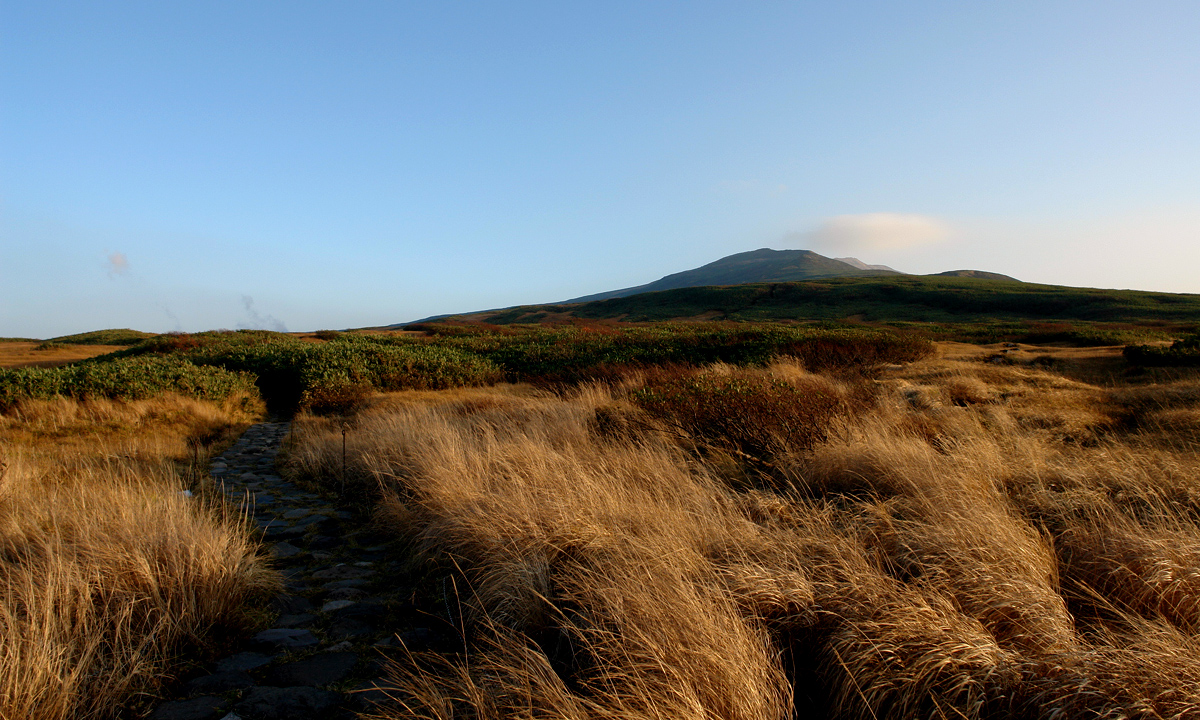
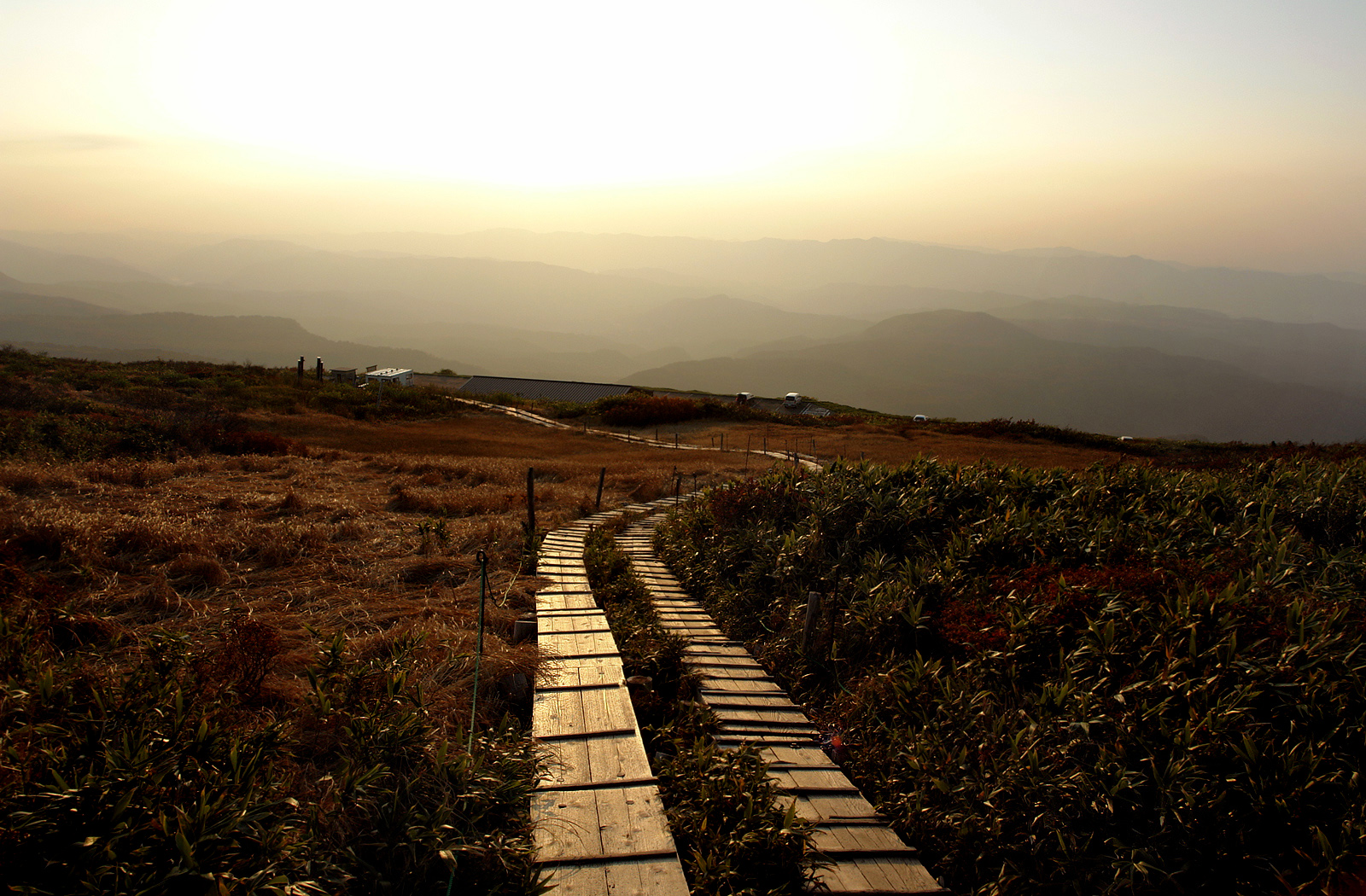
ایستگاه اتوبوس شمالی
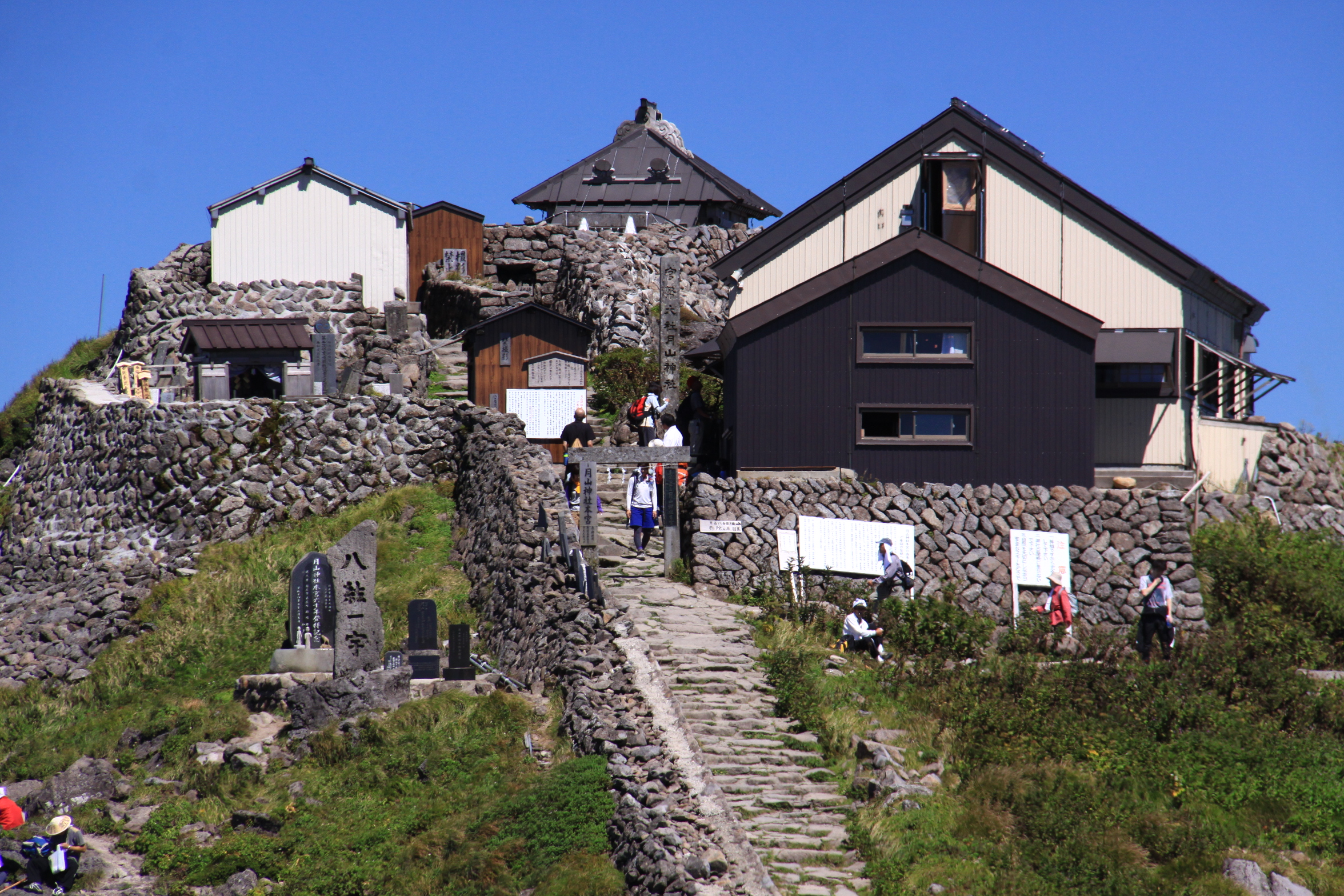
معبد گاسان در قله کوه